# Вращение плоскости поляризации
Вращение плоскости поляризации поперечной волны — физическое явление, заключающееся в повороте поляризационного вектора линейно-поляризованной поперечной волны вокруг её волнового вектора при прохождении волны через анизотропную среду. Волна может быть электромагнитной, акустической, гравитационной и т. д.

Линейно-поляризованная поперечная волна может быть описана как суперпозиция двух циркулярно поляризованных волн с одинаковым волновым вектором и амплитудой. В изотропной среде проекции полевого вектора этих двух волн на плоскость поляризации колеблются синфазно, их сумма равна полевому вектору суммарной линейно-поляризованной волны. Если фазовая скорость циркулярно поляризованных волн в среде различна (циркулярная анизотропия среды, см. также Двойное лучепреломление), то одна из волн отстаёт от другой, что приводит к появлению разности фаз между колебаниями указанных проекций на выбранную плоскость. Эта разность фаз изменяется при распространении волны (в однородной среде — линейно растёт). Если повернуть плоскость поляризации вокруг волнового вектора на угол, равный половине разности фаз, то колебания проекций полевых векторов на неё будут вновь синфазны — повёрнутая плоскость будет плоскостью поляризации в данный момент.

Вращение плоскости поляризации электромагнитной волны в плазме при наложении магнитного поля (эффект Фарадея).

Таким образом, непосредственной причиной поворота плоскости поляризации является набег разности фаз между циркулярно поляризованными составляющими линейно-поляризованной волны при её распространении в циркулярно-анизотропной среде. Для электромагнитных колебаний такая среда называется оптически активной (или гиротропной), для упругих поперечных волн — акустически активной. Известен также поворот плоскости поляризации при отражении от анизотропной среды (см., например, магнитооптический эффект Керра).
Циркулярная анизотропия среды (и, соответственно, поворот плоскости поляризации распространяющейся в ней волны) может зависеть от наложенных на среду внешних полей (электрического, магнитного) и от механических напряжений (см. Фотоупругость). Кроме того, степень анизотропии и набег фаз, вообще говоря, могут зависеть от длины волны (дисперсия). Угол поворота плоскости поляризации линейно зависит при прочих равных условиях от длины пробега волны в активной среде. Оптически активная среда, состоящая из смеси активных и неактивных молекул, поворачивает плоскость поляризации пропорционально концентрации оптически активного вещества, на чём основан поляриметрический метод измерения концентрации таких веществ в растворах; коэффициент пропорциональности, связывающий поворот плоскости поляризации с длиной луча и концентрацией вещества, называется удельным вращением данного вещества.
В случае акустических колебаний поворот плоскости поляризации наблюдается лишь для поперечных упругих волн (так как для продольных волн плоскость поляризации не определена) и, следовательно, может происходить лишь в твёрдых телах, но не в жидкостях или газах (где поперечная составляющая отсутствует).
Общая теория относительности предсказывает вращение плоскости поляризации световой волны в пустоте[прояснить] при распространении световой волны в пространстве с некоторыми типами метрики, вследствие параллельного переноса вектора поляризации по нулевой геодезической — траектории светового луча (гравитационный эффект Фарадея, или эффект Рытова — Скротского).

## Использование
Эффект вращения плоскости поляризации света используется
- для определения концентрации оптически активных веществ в растворах (см. например, Сахариметрия);
- для исследования механических напряжений в прозрачных телах;
- для управления прозрачностью жидкокристаллического слоя в жидкокристаллических индикаторах (циркулярная анизотропия ЖК зависит от приложенного электрического поля).